# Фредерік Кіпінг
Фредерік Кіпінг (англ. Frederick Keeping; нар.11 серпня 1867 — пом.21 лютого 1950) — британський спортсмен, призер Літніх Олімпійських ігор 1896 року. Також у деяких джерелах Френк Кіпінг.

## Біографія
Народився 11 серпня 1867 року у Пеннінгтоні. На момент початку Олімпіади він працював у посольстві Великої Британії в Афінах. Він не мав намірів виступати на змагання, але коли вияснилося, що британські спортсмени з велоспорту проігнорували Олімпіаду, то Кіпінг разом зі своїм колегою Едвардом Баттелом вирішили виступити під британським прапором. Але спочатку вони не отримали дозволу, бо були простими службовцями. Вважалося, що аматором може бути тільки справжній джентльмен. Все ж таки Кіпінгу та Баттелу дозволили участь у змаганні.
На Перших Олімпійських іграх Кіпінг брав участь у двох перегонах — гіт на 333,3 м та 12-ти годинній гонці. 11 квітня відбулися перегони на 333,3 метра, Кіпінг посів п'яте місце, розділивши його з німцем Теодором Лойпольдом та французом Леоном Фламаном. Через два дні Кіпінг брав участь 12-ти годинній гонці. Ці перегони були тяжким випробуванням для спортсменів, з семи учасників фінішували лише двоє. Коли з Кіпінгом залишився лише австрієць Адольф Шмаль вони декілька годин їхали нарівні, але після 900 кола британець почав відставати. На момент фінішу Кіпінг відставав від Шмаля на 333 метра.
Повернувшись на батьківщину, Кіпінг оселився у Мілфорд-он-Сі. Де відкрив велосипедний магазин.
Сином Фредеріка Кіпінга був Майкл Кіпінг, професійний футболіст. Він виступав за Саутгемптон та Фулгем, а також був тренером мадридського Реалу.